# Подлесная (река)
Подлесная (устар. нем. Raguppe) — река в России, протекает по территории Краснознаменского района Калининградской области. Устье реки находится в 3 км от устья реки Московка по правому берегу. Длина реки — 20 км, площадь водосборного бассейна — 81,6 км².
В 3 км от устья, по правому берегу впадает река Язевка.

## Данные водного реестра
По данным государственного водного реестра России относится к Балтийскому бассейновому округу, водохозяйственный участок реки — Преголя. Относится к речному бассейну реки Неман и рекам бассейна Балтийского моря (российская часть в Калининградской области).
Код объекта в государственном водном реестре — 01010000212104300009910.